# Spangsbro
Spangsbro is een plaats in de Deense regio Seeland, gemeente Kalundborg, en telt 775 inwoners (2008).